# Sportåret 1829

## Händelser

### Boxning

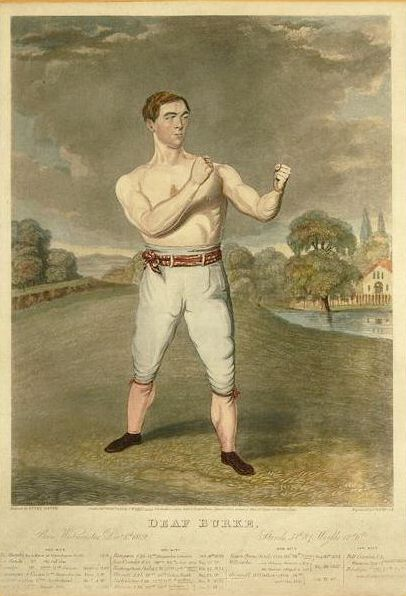
James Burke.

- 10 mars – James Burke besegrar Young Berridge i Leicester. Matchen varar i 22 minuter över elva ronder. Matchen kan ha ägt rum 1834.[1]

- 29 mars – Jem Ward ska möta Simon Byrne om den engelska mästerskapstiteln i tungvikt, men Ward vägrar att ställa upp.[2]

- 9 juni – James Burke besegrar Bill Fitzmaurice i Harpenden Common. Matchen varar i två timmar och 55 minuter över 166 ronder.[1]

- 25 augusti – Bill Cousens besegrar James Burke i Whetstone Commons. Matchen varar i två timmar och tre minuter över 111 ronder.[1]

- 1 december – James Burke besegrar Jes Girdler i Milford Bay. Matchen varar i 39 minuter över 17 ronder.[1]

### Rodd
- 10 juni – Universitetsrodden, en tävling mellan universiteten i Cambridge och Oxford, hålls för första gången på Themsen vid Henley och vinns av Oxford.[3]